# Stanisława Czernecka
Stanisława Czernecka (ur. 17 stycznia 1898 w Podwołoczyskach, zm. 13 marca 1968 w Tarnowie) – polski pedagog, działaczka harcerska, organizatorka tajnego nauczania podczas II wojny światowej.

## Życiorys
Stanisława była młodszą córką Franciszka Czerneckiego i Elżbiety Wertz, siostrą Franciszki Czerneckiej. Egzamin dojrzałości zdała w Tarnowie w 1917 roku, po czym rozpoczęła studia medyczne na Uniwersytecie Jagiellońskim. Przerwała je jednak już w 1918 roku, angażując się czynnie w działalność Polskiej Organizacji Wojskowej. W 1920 roku była kierowniczką oświatową przy 1 Syberyjskim pułku piechoty. Została odznaczona Medalem Pamiątkowym za Wojnę 1918-1921.
W następnych latach powróciła na studia, wybierając kierunek historyczny na Wydziale Filozoficznym Uniwersytetu Jagiellońskiego. Ukończyła je w 1922 roku i rozpoczęła pracę jako nauczycielka historii i geografii w I Prywatnym Seminarium Nauczycielskim Żeńskim im. bł. Kingi, kierowanym przez księdza Józefa Chrząszcza. W tym samym czasie zaangażowała się również w działalność w organizacji harcerskiej, będąc w latach 1923−1931 komendantką tarnowskiego hufca harcerek. W 1935 roku, po reorganizacji seminarium nauczycielskiego i jego przekształceniu w Prywatne Gimnazjum i Liceum Żeńskie im. bł. Kingi, przejęła od księdza Chrząszcza funkcję dyrektora.
Podczas okupacji hitlerowskiej Stanisława Czernecka była referentem do spraw jeńców wojennych w Polskim Czerwonym Krzyżu. Jednocześnie, wraz ze swą siostrą Franciszką, działały w Tajnej Organizacji Nauczycielskiej, organizując tajne komplety w tarnowskim. Używała wówczas pseudonimu Czeremcha.
Po zakończeniu wojny podjęła się ponownej organizacji swojego liceum (obecnie II Liceum Ogólnokształcące im. Hetmana Jana Tarnowskiego), ponownie pełniąc obowiązki dyrektorki. Tak jak jej starsza siostra, została przeniesiona w stan spoczynku w 1948 roku, jako osoba nie przystosowana do reformy oświatowej. Odmówiła pobierania przyznanej emerytury i do 1964 roku pracowała w administracji aptek. Zmarła 13 marca 1968 roku i została pochowana na Starym Cmentarzu w Tarnowie.
W 1983 roku, dla uczczenia działalności Franciszki i Stanisławy Czerneckich, Miejska Rada Narodowa w Tarnowie nadała imię Sióstr Czerneckich jednej z ulic włączonej w obręb miasta części Zbylitowskiej Góry.